# Jerónimo de Prado
El jesuita Jerónimo de Prado (Baeza, Jaén, 1547 – Roma, 13 de enero de 1595) fue un catedrático y escriturista jesuita, conocido principalmente por su colaboración con Juan Bautista Villalpando sobre el Templo de Jerusalén y el Libro de la Profecía de Ezequiel.

## Biografía
Cuando entró en la Compañía de Jesús en Baeza en 1572, ya era profesor de aquella universidad menor, en la que prosiguió después y desde 1584 leía en el colegio de los jesuitas en Córdoba, donde fue prefecto de estudios. Fue un hombre de la enseñanza, pero también de la predicación y de la penitencia, como muchos jesuitas de aquel tiempo. Prado ejerció una notable influencia en escrituristas posteriores como Luis de Alcázar y el historiador Martín de Roa.
Cuando se encontraba en la casa profesa de Sevilla, en 1591, Prado preparó sus comentarios al profeta Ezequiel. Se sitúa su asociación con el célebre arquitecto jesuita Juan Bautista Villalpando hacia 1580, para la preparación del comentario a la profecía de Ezequiel sobre el templo de Jerusalén. El provincial de Andalucía, Gil González Dávila, consideró que había que informar al prepósito general —el napolitano Claudio Aquaviva— acerca de la magnitud de esta obra. Este superior llamó a ambos autores a Roma en 1592. Éstos se encontraban buscando grabadores para la ilustración de la obra. El planteamiento de la misma habría de discurrir en tres tomos y pretendía ser un “erudita reconstrucción y diseño del viejo templo salomónico”. Prado no llegó a completar la tarea requerida pues murió en 1595, dejándola inconclusa en el capítulo 26, por la que tuvo que completarla Villalpando en solitario, dejando constancia de sus amplísimos conocimientos sobre arquitectura.
La obra habría de recibir el aprecio y consideración de Juan de Herrera y del propio Felipe II, que subvencionó su edición en Roma (1594 y 1603). La obra fue muy bien aceptada, incluso, por los protestantes, que la consideraron todo un hito en la historia de la exégesis. La parte mejor aceptada fue la que correspondía a las aportaciones arquitectónicas de Villalpando sobre el Templo. Villalpando se mostró más teórico que práctico, a pesar de que en su comentario a Ezequiel mostró un fuerte espíritu crítico (capítulos 27 al 39).

## Obras
- Tomvs primvs in Ezechielem. Explanationes et Commentaria in priora sex et viginti capita, Roma, typographia Aloysij Zannetti, 1596; “Compendio de la Segunda Parte de los Comentarios sobre el propheta Ezechiel”, en El Templo de Salomón, (edición facsímil) Madrid, Siruela, 1991 (el original se encuentra en The Houghton Library Harvard University).
- Commentaria in Esaiam, 1585 (Biblioteca Nacional de España, ms 508).
- Commentaria in Epistolas Pauli ad Haebreos, 1587 (Biblioteca Nacional de España, ms. 895).